# 모듈러 격자
순서론에서 모듈러 격자(영어: modular lattice)는 일종의 약한 결합 법칙을 만족시키는 격자이다.

## 정의
오각형 격자(영어: pentagon lattice)는 다음과 같은 유계 격자이다.
격자 {\displaystyle L}에 대하여, 다음 세 조건이 서로 동치이며, 이 조건을 만족시키는 격자를 모듈러 격자라고 한다.
- (A) 모든 {\displaystyle a,b,c\in L}에 대하여, 만약 {\displaystyle a\leq c}라면 {\displaystyle a\vee (b\wedge c)=(a\vee b)\wedge c}이다.
- (B) 모든 {\displaystyle a,b,c\in L}에 대하여, {\displaystyle (a\wedge c)\vee (b\wedge c)=((a\wedge c)\vee b)\wedge c}이다.
- (C) 오각형 격자를 부분 격자로 하지 않는다.[1]:11, Theorem 3.5[2]:89, Theorem 4.10(i)

두 번째 조건은 항등식으로 서술되므로, 모듈러 격자의 모임은 대수 구조 다양체를 이룬다. 즉, 모듈러 격자의 경우 격자 준동형사상에 대한 상 · 부분 격자 · 곱 격자 연산에 대하여 닫혀 있다.
증명:
조건 (A) ⇔ 조건 (B). {\displaystyle a\leq c}는 {\displaystyle a\wedge c=a}와 동치이므로 자명하다.
조건 (A) ⇒ 조건 (C). 오각형 격자
{\displaystyle N_{5}=\{\bot ,a,b,c,\top \}}
{\displaystyle \bot \leq a\leq c\leq \top }
{\displaystyle \bot \leq b\leq \top }
에서,
{\displaystyle a\leq c}
{\displaystyle (a\vee b)\wedge c=\top \wedge c=c}
{\displaystyle a\vee (b\wedge c)=a\vee \bot =a}
이다. 따라서, {\displaystyle L}은 오각형 격자를 부분 격자로 할 수 없다.
조건 (C) ⇒ 조건 (A). 임의의 격자 위에서, 만약 {\displaystyle a\leq c}라면, {\displaystyle a\vee (b\wedge c)\leq (a\vee b)\wedge c}이다. {\displaystyle a\leq c}이며 {\displaystyle a\vee (b\wedge c)<(a\vee b)\wedge c}인 {\displaystyle a,b,c\in L}이 존재한다고 가정하자.
{\displaystyle a'=a\vee (b\wedge c)}
{\displaystyle c'=(a\vee b)\wedge c}
라고 하자. 그렇다면,
{\displaystyle a\vee b=a'\vee b\leq c'\vee b\leq (a\vee b)\vee b=a\vee b}
{\displaystyle b\wedge c=c'\wedge b\geq a'\wedge b\geq (b\wedge c)\wedge b=b\wedge c}
이다. 즉,
{\displaystyle a'\vee b=c'\vee b=a\vee b}
{\displaystyle a'\wedge b=c'\wedge b=b\wedge c}
이다. 따라서,
{\displaystyle \{b\wedge c,a',b,c',a\vee b\}}
는 {\displaystyle L}의 오각형 부분 격자를 이룬다.

## 성질
모든 분배 격자는 모듈러 격자이나, 그 역은 성립하지 않는다. 모든 데자르그 격자(영어: Arguesian lattice)는 모듈러 격자이나, 그 역은 성립하지 않는다.

## 예
환의 아이디얼들의 (포함 관계에 대한) 격자는 분배 격자이며, 따라서 모듈러 격자이다. 환의 가군의 부분가군들의 (포함 관계에 대한) 격자는 모듈러 격자이다. 보다 일반적으로, 아벨 범주의 대상의 부분 대상들의 격자는 모듈러 격자이다.
오각형 격자는 모듈러 격자가 아닌 가장 작은 격자이다.

## 역사와 어원
모듈러 항등식은 리하르트 데데킨트가 아이디얼의 격자 및 부분가군의 격자를 연구하면서 최초로 발견하였다. 데데킨트는 격자를 "이중군"(독일어: Dualgruppe)라고 불렀으며, 모듈러 격자를 "가군형 이중군"(독일어: Dualgruppe vom Modultypus 두알그루페 폼 모둘튀푸스[*])이라고 불렀고, 분배 격자를 "아이디얼형 이중군"(독일어: Dualgruppe vom Idealtypus 두알그루페 폼 이데알튀푸스[*])이라고 불렀다. 오늘날 쓰이는 용어 "모듈러 격자"(영어: modular lattice)은 "가군"(영어: module 모듈[*])에서 왔다.